# Złotniki Kujawskie (gmina)

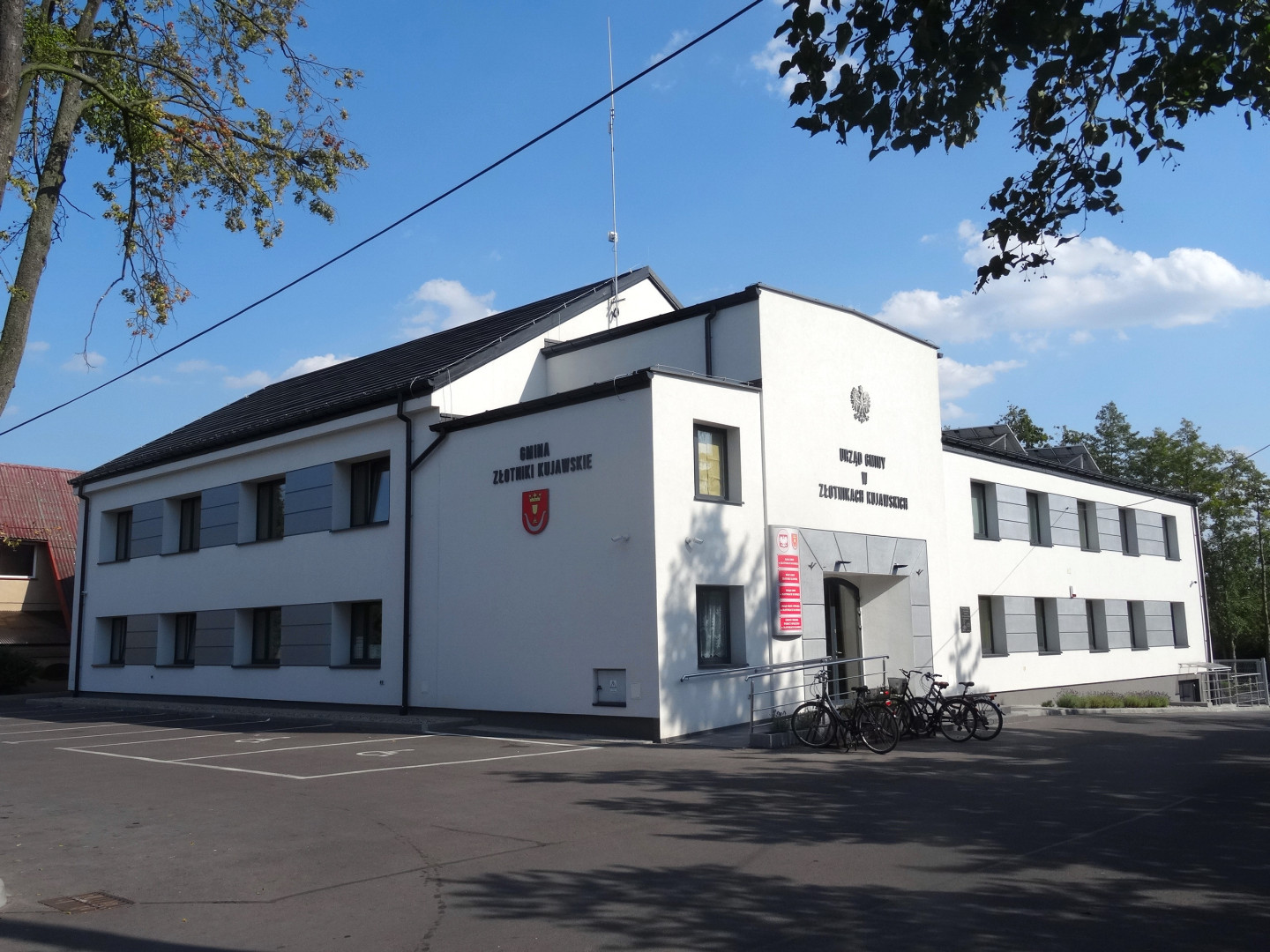
Urząd Gminy w Złotnikach Kujawskich

Złotniki Kujawskie – gmina wiejska w Polsce położona w województwie kujawsko-pomorskim, w powiecie inowrocławskim. W latach 1975–1998 gmina administracyjnie należała do województwa bydgoskiego.
Siedzibą gminy są Złotniki Kujawskie.
Według danych z 31 grudnia 2014 gminę zamieszkiwało 9186 osób.

## Struktura powierzchni
Według danych z roku 2002 gmina Złotniki Kujawskie ma obszar 135,6 km², w tym:
- użytki rolne: 84%
- użytki leśne: 6%

Gmina stanowi 11,07% powierzchni powiatu.

## Demografia

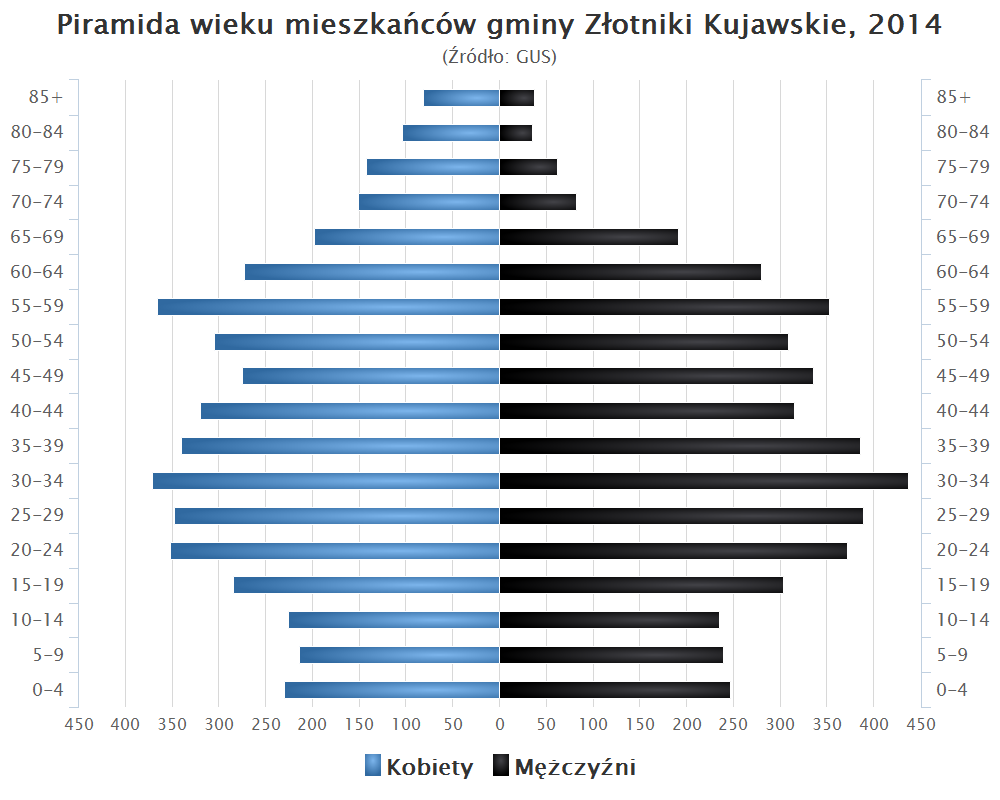
Piramida wieku mieszkańców gminy Złotniki Kujawskie w 2014 roku

Dane z 31 grudnia 2014:
| Opis                              | Ogółem | Ogółem | Kobiety | Kobiety | Mężczyźni | Mężczyźni |
| --------------------------------- | ------ | ------ | ------- | ------- | --------- | --------- |
| jednostka                         | osób   | %      | osób    | %       | osób      | %         |
| populacja                         | 9186   | 100    | 4611    | 50,2    | 4575      | 49,8      |
| gęstość zaludnienia (mieszk./km²) | 67,7   | 67,7   | 34      | 34      | 33,7      | 33,7      |

## Zabytki
Wykaz zarejestrowanych zabytków nieruchomych na terenie gminy:
- zespół dworski z drugiej połowy XIX w. w Będzitowie, obejmujący: dwór z 1876; park, nr A/1167/1-2 z 15.06.1985 roku
- park dworski z początku XIX w. w Dąbrówce Kujawskiej, nr A/338/1 z 27.10.1992 roku
- zespół dworski w Helenowie, obejmujący: dwór z początku XX w.; park z drugiej połowy XIX w., nr A-21/1-2 z 4.04.2000 roku
- zespół dworski z drugiej połowy XIX w. w Kobelnikach, obejmujący: park; 2 obory, obecnie chlewnie; stodołę, nr A/282/1-4 z 07.10.1991 roku
- zespół dworski z przełomu XIX/XX w. w Leszczach, obejmujący: dwór; park, nr A/439/1-2 z 28.02.1995 roku
- zespół kościelny pod wezwaniem św. Marii Magdaleny w Lisewie Kościelnym, obejmujący: kościół z lat 1905-1907; cmentarz przykościelny; kaplicę grobową Trzebińskich z drugiej połowy XIX w., obecnie kostnica, nr A/786/1-3 z 03.02.1992 roku
- zespół dworski w Lisewie Kościelnym, obejmujący: dwór z przełomu XIX/XX; park, nr A/339/1-2 z 27.10.1992 roku
- zespół dworski w Palczynie, obejmujący: dwór; park; spichrz, nr A/340/1-3 z 28.10.1992 roku
- kościół parafialny pw. Świętej Trójcy z 1881 r. w Pęchowie, nr A/1601 z 17.11.2011
- zespół dworski w Rucewku, obejmujący: dwór z 1861; rządcówka z połowy XIX w.; park z początku XIX w., nr A/341/1-3 z 28.10.1992 roku
- zespół dworski w Rucewie: dwór z pierwszej połowy XIX w.; park z połowy XIX w., nr A/295/1-2 z 30.12.1991 roku
- kościół parafii pod wezwaniem śś. Piotra i Pawła z 1890 roku w Tucznie, nr A/831 z 14.07.1997 roku
- zespół pałacowy z drugiej połowy XIX w. w Tucznie), obejmujący: pałac z oficyną z 1878; park; spichrz z drugiej połowy XIX w., nr A/285/1-3 z 11.10.1991 roku
- zespół dworski z połowy XIX w. w miejscowości Tupadły, obejmujący: dwór; park; cmentarz rodowy, nr A/283/1-2 z 07.10.1991 roku.

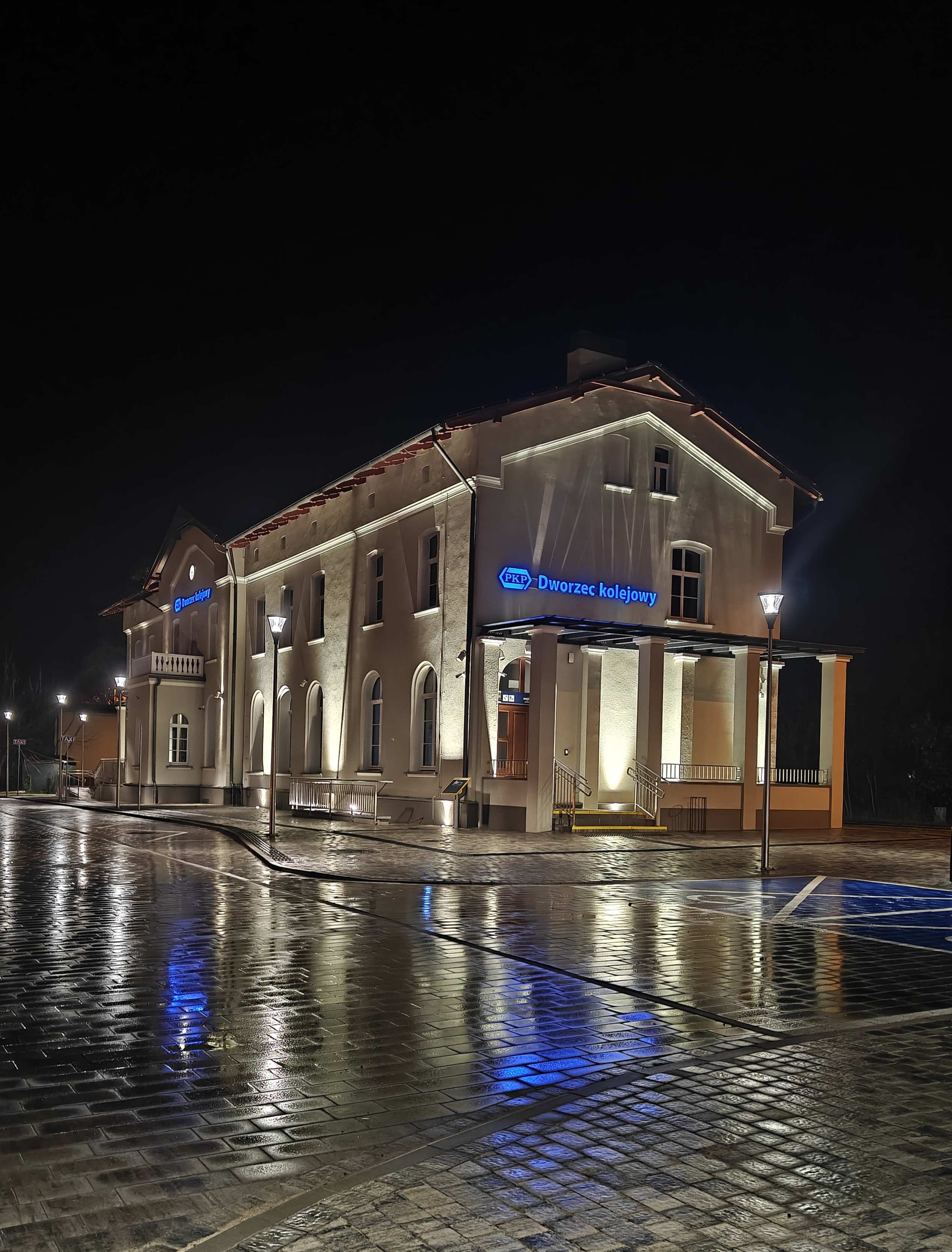
Dworzec kolejowy w Złotnikach Kujawskich

## Wsie sołeckie
Będzitowo, Broniewo, Dąbrówka Kujawska, Dobrogościce, Dźwierzchno, Gniewkówiec, Jordanowo, Krężoły, Leszcze, Lisewo Kościelne, Mierzwin, Niszczewice, Palczyn, Pęchowo, Rucewko, Rucewo, Tarkowo Górne, Tuczno (osada), Tuczno (wieś), Złotniki Kujawskie.

## Pozostałe miejscowości
Będzitowskie Huby, Będzitówek, Bronimierz, Bronimierz Mały, Helenowo, Ignacewo, Julianowo, Karczówka, Kobelniki, Krążkowo, Podgaj, Popowiczki, Tupadły, Złotniczki.

## Sąsiednie gminy
Barcin, Inowrocław, Łabiszyn, Nowa Wieś Wielka, Pakość, Rojewo